# Namibia Securities Exchange
Die Namibia Securities Exchange (NSX), bis November 2024 Namibian Stock Exchange, ist die Wertpapierbörse von Namibia mit Sitz in Windhoek. Sie gilt nach Marktkapitalisierung – 2,288 Billionen Namibia-Dollar im Jahr 2023 – als zweitgrößte Afrikas. Die Erstnotierungen haben eine Marktkapitalisierung (Stand 2023) von 44,1 Milliarden Namibia-Dollar.
Die Börse operiert unter der Lizenz des namibischen Finanzministeriums beziehungsweise der unabhängigen Namibia Financial Institutions Supervisory Authority (NAMFISA). Die Börse wird durch den „Stock Exchanges Control Act“ (von 1985 und 1992) reguliert.

## Geschichte

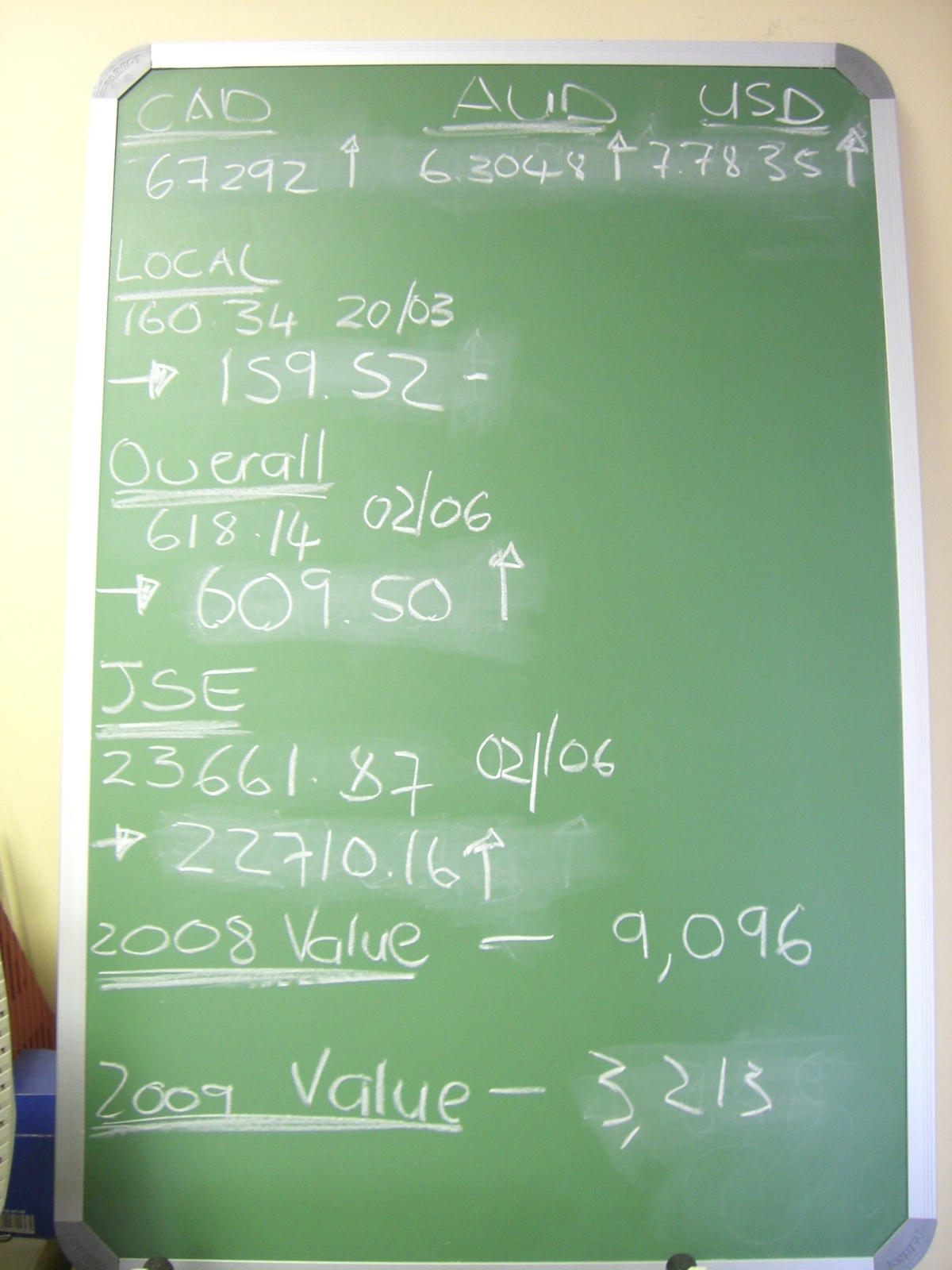
Die Indexwerte werden mit Tafel und Kreide aktualisiert

Die Börse Namibia ist aus einer Vereinigung von Unternehmen aus Namibia hervorgegangen und wurde 1992 als Anstalt des öffentlichen Rechts gegründet. Ihr Vorgänger wurde bereits um 1900 in Lüderitz ins Leben gerufen. Inhaber der Börsenlizenz ist die Namibian Stock Exchange Association als Non-Profit-Organisation. Für den Betrieb der Börse und den Abwicklungen ist die Namibian Stock Exchange and Transfer Secretaries (Pty) Ltd. verantwortlich.
Zur Gründung leistete jedes einer Reihe von Gründungsunternehmen ein Startkapital von N$ 10.000 Namibia-Dollar, und der Handel von Wertpapieren begann am 30. September 1992 mit zweifachen Listungen von Unternehmen, die zuvor nur an der Johannesburger Börse (JSE) gehandelt wurden. Die erste rein namibische Börsennotiz und Kapitalerhöhung fand 1994 statt. Seit ihrem Start arbeitet die Börse Namibia als Computerbörse und war im November 1998 die erste Börse innerhalb der Südafrikanischen Entwicklungsgemeinschaft (SADC), welche das elektronische Handelssystem „JET System“ der Johannesburg Stock Exchange (JSE) übernahm.
Den größten Börsengang als Erstnotierung verzeichnete Bank Windhoek am 20. Juni 2013. Anfang September 2021 wurde der Börsengang von MTC Namibia für November des Jahres angekündigt. Insgesamt 49 Prozent der Anteile bzw. 367,5 Millionen Aktien sollen an private Anleger gehen. Hierdurch wurden knapp 2,6 Milliarden Namibia-Dollar generiert. Es war der größte Börsengang in der Geschichte des Landes bzw. der NSX.

## Gelistete Unternehmen
Derzeit (Stand 2023) sind an der Börse Namibia 49 Unternehmen, darunter 13 mit Erstnotierung aus Namibia, gelistet.
| Unternehmen               | Börsenkürzel | Sektor                                         | Marktkapitalisierung in Mrd. N$ |
| ------------------------- | ------------ | ---------------------------------------------- | ------------------------------- |
| AfriTin                   |              | Bergbau                                        |                                 |
| Alpha Namibia (Anirep)    | ANE          | Erneuerbare Energien                           | 0,152                           |
| Anglo American            | ANM          | Industrielle Metalle – Grundmaterialien        | 796,825                         |
| B2Gold                    | B2G          | Bergbau – Grundmaterialien                     | 22,646                          |
| Bannerman Resources       | BMN          | Bergbau – Grundmaterialien                     | 4,892                           |
| Barloworld                | BWL          | Allgemeine Industrie – Industrien              | 25,329                          |
| Bravura Holdings          | CMB          | Banken – Finanzen                              | 0,253                           |
| Capricorn Group           | CGP          | Banken – Finanzen                              | 6,895                           |
| Celsius Resources         | CER          | Bergbau – Grundmaterialien                     | 0,314                           |
| Deep Yellow               | DYL          | Bergbau – Grundmaterialien                     | 4,014                           |
| Firstrand                 | FST          | Banken – Finanzen                              | 332,699                         |
| Firstrand Namibia         | FNB          | Banken – Finanzen                              | 7,763                           |
| Forsys Metals             | FSY          | Bergbau – Grundmaterialien                     | 1,228                           |
| Investec                  | IVD          | Allgemeines Finanzwesen – Finanzen             | 21,414                          |
| Letshego Holdings Namibia | LHN          | Banken – Finanzen                              | 1                               |
| Marenica Energy           | MEY          | Energie                                        | 1,197                           |
| MCUBE Investments One     | MQA          |                                                | n/a                             |
| Mediclinic International  | MEP          | Gesundheitsdienstleister – Gesundheit          | 51,489                          |
| Momentum Metropolitan     | MMT          | Versicherung – Finanzen                        | 31,147                          |
| Namibia Asset Management  | NAM          | Allgemeines Finanzwesen – Finanzen             | 0,132                           |
| Namibia Breweries         | NBS          | Getränke – Konsumgüter                         | 7,047                           |
| Nedbank Group             | NBK          | Banken – Finanzen                              | 88,986                          |
| Nictus Holdings           | NHL          | Allgemeiner Handel – Verbraucherdienstleistung | 0,096                           |
| Oceana Group              | OCG          | Nahrungsmittelherstellung – Konsumgüter        | 8,135                           |
| Old Mutual                | OMM          | Lebensversicherung – Finanzen                  | 73,924                          |
| Omajowa                   | OMJ          | Immobilien – Finanzen                          | n/a                             |
| Oryx Properties           | ORY          | Immobilien – Finanzen                          | 0,96                            |
| Paladin Energy            | PDN          | Bergbau – Grundmaterialien                     | 23,806                          |
| Paratus Namibia Holdings  | NUSP         | Telekommunikation                              | 0,585                           |
| PSG Konsult               | KFS          | Allgemeines Finanzwesen – Finanzen             | 16,289                          |
| Sanlam                    | SLA          | Lebensversicherung – Finanzen                  | 134,398                         |
| Santam                    | SNM          | Nicht-Lebensversicherung – Finanzen            | 28,828                          |
| Shoprite Holdings         | SRH          | Lebensmittelhandel – Verbraucherdienstleistung | 108,002                         |
| Standard Bank Group       | SNB          | Banken – Finanzen                              | 221,124                         |
| SBN                       | SNO          | Banken – Finanzen                              | 3,370                           |
| Stimulus Investments      | SILP         | Allgemeines Finanzwesen – Finanzen             | 0,595                           |
| Tadvest                   | TAD          | Allgemeines Finanzwesen – Finanzen             | 0,69                            |
| Trustco Group Holdings    | TUC          | Allgemeines Finanzwesen – Finanzen             | 3,765                           |
| Truworths International   | TRW          | Allgemeiner Handel – Verbraucherdienstleistung | 23,949                          |
| Vukile Property Fund      | VKN          | Immobilien – Finanzen                          | 11,274                          |

## Mitgliedschaften
Die NSX ist Mitglied der
- African Securities Exchanges Association (ASEA)
- und Teil der World Federation of Exchanges[8]
- Sustainable Stock Exchanges Initiative (SSE)